# Habitatge al carrer Reixach, 7 (Santa Coloma de Cervelló)
L'habitatge al carrer Reixach, 7 és una obra del municipi de Santa Coloma de Cervelló (Baix Llobregat) inclosa en l'Inventari del Patrimoni Arquitectònic de Catalunya.

## Descripció
Es tracta d'un original habitatge dins de la colònia Güell. L'únic tret comú amb la resta de les cases de tots els conjunts és la composició de tipus de planta baixa i un pis. Tot i que les cases laterals també tenen un cert aire arabitzant, no s'hi assemblen. En aquest cas, el mur està recobert d'una gruixuda capa d'estuc treballat en franges horitzontals, amb una sanefa que separa la planta baixa del primer pis, i que es repeteix en el sòcol, la barana del terrat, i que emmarca els dos laterals de la façana, destacant-la encara més del conjunt del carrer. Les obertures, sense balcons, estan emmarcades amb estucs simulant un arc ultrapassat o de ferradura, a l'estil de les cases d'Alger o Tunis i pintades de blanc enlluernador, la qual cosa en reforça l'efecte.